# IC 23
IC 23  ist eine elliptische Galaxie vom Hubble-Typ E0 im Sternbild Walfisch südlich der Ekliptik. Sie ist schätzungsweise 277 Millionen Lichtjahre von der Milchstraße entfernt und hat einen Durchmesser von etwa 50.000 Lichtjahren.
Im selben Himmelsareal befinden sich u. a. die Galaxien NGC 135, IC 16, IC 20, PGC 950386.
Das Objekt wurde am 2. November 1891 vom französischen Astronomen Stéphane Javelle entdeckt.